# Сайдам, Рефик
Ибрахим Рефик Сайдам (тур. İbrahim Refik Saydam; 8 сентября 1881, Константинополь — 8 июля 1942, Стамбул) — турецкий государственный деятель, премьер-министр Турции с 25 января 1939 года до 8 июля 1942 года.

## Биография
Родился в Стамбуле, окончил военную школу Фатих, в 1899 году начал учиться в Военной медицинской школе. По её окончании в ноябре 1905 года получил диплом врача и звание капитана. С 1907 по 1910 год работал врачом в военном госпитале Мальтепе, а затем был командирован в Германию для повышения квалификации. Во время распада Османской империи служил врачом в турецкой армии. Открыл новое средство против тифа, которое затем широко использовалось в армиях Центральных держав во время Первой мировой войны.
1 декабря 1913 года был назначен вице-президентом отдела здравоохранения военного министерства, а 1 июня 1915 года ему было присвоено звание майора. Благодаря успеху его противотифозных вакцин он смог основать Институт бактериологии. После перемирия был назначен инспектором 9-й Армии, где служил вместе с Мустафа Кемаль пашой. 15 мая 1919 года был назначен инспектором 3-й Армии. Во время Войне за независимость являлся одной из ключевых прореспубликанских фигур. В 1919 году он высадился в Самсуне вместе с Ататюрком и участвовал в войне в Анатолии.
После начала работы Великого национального собрания был выбран министром здравоохранения, после отставки министра социальной защиты Аднана возглавил также и данное министерство, но 14 декабря 1921 года подал в отставку с поста министра, сославшись на болезнь. Затем был избран в Великое национальное собрание от Стамбула, был вновь назначен на должность министра здравоохранения, которую занимал в течение четырнадцати лет.
Открыл больницы в Анкаре, Эрзуруме, Диярбакыре и Сивасе, а также ряд других объектов здравоохранения. Под его руководством началась подготовка специалистов для этих медицинских учреждений. В 1928 году он основал Центр гигиены (ныне носящий его имя), а также Школу гигиены. В Стамбуле и Анкаре по его инициативе были открыты противочумные диспансеры.
После смерти Ататюрка в 1939 году во втором кабинете Джеляля Баяра получил пост министра внутренних дел, а затем стал генеральным секретарём Республиканской народной партии, единственной легальной политической партии в стране. 25 января 1939 года был назначен на пост премьер-министра. Во время исполнения обязанностей умер в Стамбуле. Похоронен в Анкаре.
Рефик Сайдам никогда не был женат.